# Mister Universo Brasil 2013
Mister Universo Brasil 2013 foi a segunda edição do tradicional concurso masculino de Mister Universo Brasil, realizado no mês de março em Brasília, no Distrito Federal. É a segunda edição, porém é a primeira que escolhe o representante nacional no concurso internacional de Men Universe Model. Participaram do evento trinta candidatos de diversas partes do país, representando unidades de federação e algumas ilhas brasileiras. A apresentação do evento ficou por conta da ex-Miss Brasil 2002 Joseane Oliveira e da jornalista Sabrina Albert. 

## Resultados
| Posição                 | Estado/Ilha e Candidato |
| Destronado              | - Distrito Federal - Lucas Kubitschek |
| Mister Brasil Universo  | - Fernando de Noronha - Paulo Andrade |
| 2º. Lugar               | - Pernambuco - Alex Chagas |
| 3º. Lugar               | - Acre - Anderson Tomazini |
| 4º. Lugar               | - Bahia - André Coelho |
| (TOP 10) Semifinalistas | - Amapá - Maurício Rodrigues - Ilha de Itaparica - Eduardo Roque - Maranhão - Hudson Furtado - Santa Catarina - Maurício Santiago - São Paulo - Guilherme Kabal |
| (TOP 20) Semifinalistas | - Amazonas - Wendel Lago - Ceará - Gabriel Castilho - Espírito Santo - Vinícius Pin - Ilhas de Florianópolis - Pacco Silveira - Mato Grosso do Sul - Lucas Paniago - Minas Gerais - Danilo Almeida - Rio de Janeiro - Raphael de Paula - Rio Grande do Sul - Alex Dyrks - Sergipe - Marcelo Grossi - Tocantins - Eduardo Siqueira |

### Ordem dos Anúncios
| 1. Maranhão 2. São Paulo 3. Ceará 4. Acre 5. Amazonas 6. Ilhas de Florianópolis 7. Rio de Janeiro 8. Espírito Santo 9. Distrito Federal 10. Bahia 11. Pernambuco 12. Rio Grande do Sul 13. Mato Grosso do Sul 14. Santa Catarina 15. Amapá 16. Minas Gerais 17. Fernando de Noronha 18. Sergipe 19. Ilha de Itaparica 20. Tocantins | 1. Acre 2. Amapá 3. Bahia 4. Distrito Federal 5. Maranhão 6. Pernambuco 7. Ilha de Itaparica 8. Santa Catarina 9. São Paulo 10. Fernando de Noronha | 1. Acre 2. Bahia 3. Distrito Federal 4. Pernambuco 5. Fernando de Noronha |

## Polêmica
- Poucos dias depois de sua vitória, começou a circular na internet uma foto onde o então vencedor do concurso nacional, (e primo de terceiro grau do ex-presidente Juscelino) Lucas Kubitschek, aparece mostrando suas partes íntimas, o que vai contra o regulamento do certame. O brasiliense foi automaticamente desclassificado e o título foi dado a seu segundo colocado, então pernambucano João Paulo de Andrade, que meses depois representou o país no certame internacional de Men Universe Model. Destronado, o então antigo vencedor disse a imprensa que iria mover um processo contra a organização do evento. Não se sabe o andamento desse processo. [2] [3]

## Jurados
- Evandro Hazzy - coordenador geral do Miss Brasil;
- Débora Lyra - Miss Brasil 2010;
- Dr. Wesley - esteticista;
- Luis Felipe Vieira - empresário;
- Cleide Mendonça - representante da Medical Group;
- Alexandre Vasconcellos - representante da Dafra Motos;
- Júnior Passarinho - Hair Stylist;
- Yuri Simões - representante da Cox Ipanema;
- Adriana Vieira - designer odontológica;
- Guilherme Palhares, agente artístico;
- Renato Cortez - fotógrafo;
- Bráulio Nunes - coordenador do Mister Universo Brasil;
- Lívia - jornalista do SBT.

## Candidatos
Todos os candidatos que disputaram o certame nacional: 
| - Acre - Anderson Tomazini - Alagoas - Joan Santana - Amapá - Maurício Rodrigues - Amazonas - Wendel Lago - Bahia - André Coelho - Ceará - Gabriel Castilho - Distrito Federal - Lucas Kubitschek - Espírito Santo - Vinícius Pan - Fernando de Noronha - João Paulo Andrade - Goiás - Willian Valente - Ilha de Angra dos Reis - Diego Possadas - Ilha de Itaparica - Eduardo Roque - Ilha dos Marinheiros - Lucas Oliveira - Ilhas de Florianópolis - Pacco Silveira - Maranhão - Hudson Furtado | - Mato Grosso - Marcel Dauzacker - Mato Grosso do Sul - Lucas Paniago - Minas Gerais - Danilo Almeida - Pará - Lucas Pedroso - Paraíba - Kesley Santos - Paraná - João Figueiredo - Pernambuco - Alex Chagas - Piauí - Hércules César - Rio de Janeiro - Raphael de Paula - Rio Grande do Norte - Phublio Silva - Rio Grande do Sul - Alex Dyrks - Roraima - Diego Lau - Santa Catarina - Maurício Santiago - Sergipe - Marcelo Grossi - Tocantins - Eduardo Siqueira |

## Crossovers

### Nacional
Mister Brasil
- Mato Grosso do Sul - Lucas Paniago (Semifinalista)

Mister Brasil Diversidade
- Ilha de Angra dos Reis - Diego Possadas (Vencedor) [5]
  - Representando o estado do Rio de Janeiro.

### Internacional
Mister Continentes del Mundo
- Acre - Anderson Tomazini (Vencedor) [6]
  - Representando o Brasil.